# Зла щитогръбка
Злите щитогръбки (Lepidobatrachus laevis) са вид земноводни от семейство Жаби свирци (Leptodactylidae).
Срещат се в южната част на Южна Америка.
Таксонът е описан за пръв път от британския зоолог Джон Самюъл Бъджет през 1899 година.